# Dywizja Grenadierów Pancernych

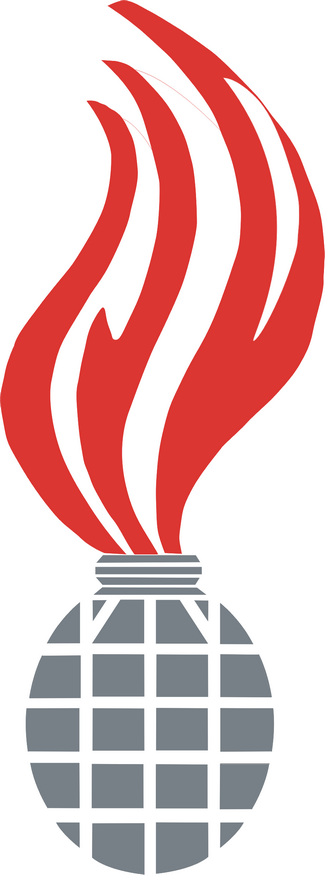
Oznaka rozpoznawcza

Dywizja Grenadierów Pancernych  – dywizja pancerna PSZ na Zachodzie.
20 maja 1944 Naczelny Wódz zmienił nazwę 2 Dywizji Grenadierów Pancernych (Kadrowa) na Dywizję Grenadierów Pancernych . 

## Przeformowanie
W kwietniu 1944 Naczelny Wódz rozkazem nr 550 zredukował stan 2 Dywizji Grenadierów Pancernych (Kadrowej), nakazując przekazanie wszystkich zdolnych do służby liniowej szeregowych do 1 Dywizji Pancernej.
Rozkazem nr 560 z 21 kwietnia 1944 zmieniono także zadania oraz formę organizacji 2 Dywizji. Obowiązywała organizacja ustalona rozkazem nr 1210. W obecnej fazie organizacyjnej sformowane zostałyby jednak tylko dowództwa kadrowe do szczebla batalionu i niezbędna liczba oddziałów obsługi. Pozostali oficerowie i szeregowi do czasu nadejścia uzupełnień, umożliwiających rozwinięcie dywizji do pełnych etatów, szkolili się na kursach, stażach i studiach w odpowiednich centrach szkolenia.

## Zadania dywizji
- szkolenie dowództw i sztabów
- przygotowanie planów szkolenia i instruktorów oraz specjalistów do długoterminowego szkolenia w ramach centrów wyszkolenia
- przygotowanie planu mobilizacji dywizji

## Przemianowanie dywizji
Od 5 lutego 1945 dywizję powtórnie przemianowano. Przyjęła ona nazwę: 4 Dywizja Piechoty. 16 BPanc po wyjściu z podporządkowania dywizji nosiła nazwę 16 Samodzielna Brygada Pancerna.

## Przekształcenia
1 Brygada Strzelców → 1 Dywizja Grenadierów (kadrowa) → 2 Dywizja Grenadierów Pancernych → Dywizja Grenadierów Pancernych → 4 Dywizja Piechoty → rozformowana poprzez Polski Korpus Przysposobienia i Rozmieszczenia.